# محبس (فلم)
محبس، فيلم سينمائي رومانسي كوميدي من إنتاج سنة 2017، من تأليف وإخراج المخرجة اللبنانية صوفي بطرس، يطرح إشكالية التعصب والكراهية ورفض الآخر، في محاكاة للواقع الاجتماعي السوري اللبناني.
عُرض الفيلم لأول مرة في مهرجان دبي السينمائي الدولي في العام 2016، وأطلق في العام 2017 في لبنان وسوريا والأردن والإمارات والكويت وفلسطين.
“المحبس” في اللهجتين اللبنانية والسورية هو خاتم الزواج الذي يحيل على الرباط المقدس الذي يجمع قدر شخصين وهو يشي بالارتباط الذي لا فكاك منه. استمرت عملية كتابة نص الفيلم أكثر من سنتين، إذ إن صوفي بطرس وشريكتها في الكتابة ومنتجتها ناديا عليوات، ليستا متفرّغتين للسينما بل تعملان وتدرّسان في «كلية محمد بن راشد للإعلام» في الجامعة الأميركية في دبي، التحضير للإنتاج والمونتاج استغرق 10 أشهر أما التصوير، فكان خلال 29 يوماً.

## قصة الفيلم
يدور الفيلم حول قصة أم لبنانية تحمل كرهًا تجاه السوريين بسبب فقدانها لأخيها أثناء الوصاية السورية على لبنان. لم تغادرها ذكرى أخيها المتوفى التي تبقي على كرهها للسوريين، لدرجة أنها حين تعلم أن خطيب ابنتها وعائلته سوريين، تقرر منع الخطوبة. يوجه الفيلم رسالة عن الصفح والمسامحة تظهر في حالة العائلتين التي تتخبط الأحداث بينهما في إطار كوميدي يؤدي في النهاية إلى إنهاء الكراهية بينهما.
على الرغم من أن الفيلم يتناول السوريين واللبنانيين، لكن رسالته تعم الجوار العربي ككل، والعالم بشكل عام.

## الإنتاج
بدأت كاتبتا الفيلم مشروعهما في العام 2013، بطرس وعليوات خططتا في بادئ الأمر أن يكون فيلمًا قصيرًا لكنهما لاحظتا أن حجم المحتوى كافٍ ليكون فيلمًا طويلًا. تمت إضافة عناصر الدينامكية اللبنانية والسورية لاحقًا، كما تم تشجيع بطرس وعليوات لإضافة عناصر كوميدية عن طريق خبير سيناريو إيطالي. تم إنتاج الفيلم بواسطة جام بروداكشن وهي شركة بطرس ومقرها بيروت، وشركة ناديا في الأردن.  
دُعم الفيلم ماديًا عن طريق ثلاثة مستثمرين لبنانيين وقامت مجوهرات داماس برعاية الفيلم وصنعت خاتمًا خصيصًا للفيلم. بدأ التصوير بداية شهر ديسمبر 2015 وصور كل الفيلم في لبنان.

## طاقم العمل

### بطولة
- جوليا قصار تيريز والدة العروس
- علي الخليل موريس والد العروس
- بسام كوسا رياض والد العريس
- نادين خوري نازك والدة العريس
- بيتي توتل سولانج الجارة
- جابر جوخدار سامر العريس
- سيرينا شامي غادة العروس

### تمثيل
سعيد سرحان، نيكول كماتو، دانيال بلابان، سمير يوسف

### الفنيون
- سينماتوغرافيا راشيل عون
- مونتاج فادي حداد
- الموسيقى التصويرية زياد بطرس

## العروض
عرض للمرة الأولى في مهرجان دبي السينمائي الدولي عام 2016، وبدأت عروضه في دور السينما اللبنانية في 16 مارس/آذار 2017.

## جوائز
- جائزة الجمهور بمهرجان مالمو للسينما العربية بالسويد.

## روابط خارجية
المقطع التشويقي للفيلم